# Nososticta selysi
Nososticta selysi là loài chuồn chuồn trong họ Platycnemididae. Loài này được Förster mô tả khoa học đầu tiên năm 1896.